# Hrvati u Francuskoj
Hrvati u Francuskoj: hrvatska dijaspora u Francuskoj predstavlja dio hrvatske dijaspore u svijetu. 

## Povijest
Kada je u pitanju općenito hrvatska dijaspora u Francuskoj, valja ih raspodijeliti na 3 skupine:
1. iseljenički val nakon 1945. godine (većinom politički iseljenici, nakon uspostave komunističke vlasti u Jugoslaviji)
2. iseljenički val krajem 1960-ih (ponajprije ekonomski razlozi iseljenja)
3. potomstvo prethodno navedenih skupina

Brojke
Najmanje brojke govore o 30.000, a najveće o 40.000 Hrvata u Francuskoj.
Smještaj
Oko 90 posto Hrvata u Francuskoj prebiva u njezinoj istočnoj polovici. Po nekim izvorima u Parizu živi oko 5.000 Hrvata, dok se ta brojka, kada je u pitanju šira regija Pariza, kreće od 10.000 do 12.000. Po brojnosti slijedi područje Azurne obale (Cote d'Azur) s 4.000 do 5.000 Hrvata, koji žive uglavnom u gradovima Marseillei, Nici te u okolici kneževine Monaka. Otprilike isti broj Hrvata (4.000 do 5.000) živi na području regije Rhone-Alpes (Lyon, Chambery i njihove okolice). 
Iako Hrvati u Francuskoj nisu tako brojni kao oni u Njemačkoj, Austriji, Švicarskoj, Australiji i drugim zemljama, može se reći da su relativno dobro organizirani i aktivni. Dokaz toga su brojne udruge, katoličke misije, zajednice, glasila i ostala udruženja Hrvata diljem Francuske.

## Glasila
Bilten Hrvatski veznik periodično izdaje CRICCF (Conseil Représentatif des Institutions et Communautés Croates de France - Zastupničko vijeće ustanova i hrvatskih zajednica Francuske). Glasilo Naš Glas izdaje Hrvatska katolička misija u Parizu. Hrvatska nastava izdaje bilten Zavičaj u kojemu je prikazan rad učenika.
Tiskani mediji na hrvatskom jeziku koji su izlazili u Francuskoj:
- Hrvatska revija (izlazila u Parizu, 1966. – 1967.)
- Hrvatska sloboda (Pariz)
- Hrvatski narod (Pariz)
- Hrvatski radnik (Pariz)
- Islam (Pariz)
- La Croatie